# Rover e Daisy
Rover e Daisy (Rover Dangerfield: The Dog Who Gets No Respect) è un film d'animazione del 1991 prodotto dalla Warner Bros. e diretto da James L. George e Bob Seeley
Il film vanta tra gli altri la presenza dell'attore Rodney Dangerfield che presta la voce a Rover, il protagonista.

## Trama
Rover è il cane domestico di Connie, una ballerina di Las Vegas, che gode della bella vita della città giocando d'azzardo e rincorrendo gente od altri cani con il suo miglior amico, Eddie. Una notte, Rover scopre il fidanzato di Connie, Rocky, mentre tratta con alcuni gangsters. Il cane si avvicina, ma disturba Rocky ed i due uomini che decidono di rompere le trattative, credendo che il ragazzo sia un poliziotto in incognito.
Approfittando dell'assenza di Connie, partita per un tour con la sua compagnia, Rocky decide di vendicarsi su Rover chiudendolo in un sacco e gettandolo in un fiume. Rover riesce a salvarsi dall'annegamento e viene ritrovato, ancora svenuto, da due pescatori. Questi ultimi decidono di portare il cane con sé caricandolo nel camion ma, una volta fermati per rifornimenti ad una stazione di benzina, Rover rinsavisce e decide di tornare a Las Vegas a piedi. Finisce per perdersi e si ritrova in una fattoria, dove Danny, un ragazzino figlio del fattore, convince il padre Cal ad adottare il cane.
Rover ha difficoltà ad integrarsi con gli animali da fattoria, ma con l'aiuto di Daisy, una bella e gentile cagnolina, riesce finalmente ad essere accettato nella campagna. Rover passa il Natale nella fattoria, innamorandosi e venendo ricambiato da Daisy. Una notte, però, mentre cerca di salvare uno dei tacchini della tenuta da un branco di lupi, Rover viene sorpreso dal fattore con il tacchino morto tra le fauci, sospettando che sia opera sua. Il giorno dopo, Cal porta Rover nella foresta per sopprimerlo, ma viene ancora una volta attaccato dai lupi; Rover riesce a salvare la sua vita e quella del fattore riportandolo a casa, e le sue gesta eroiche finiscono sui giornali locali.
Grazie al giornale, Connie riconosce il suo cane e si dirige alla fattoria per riportarlo a casa; una volta a Las Vegas, Rover si scontra ancora una volta con Rocky che si vede costretto a confessare sia i suoi rapporti con la mala che la "vendetta" presasi sul cane; Connie decide di lasciarlo ed il ragazzo viene cacciato via dallo stesso Rover ed i suoi compagni animali.
Una volta a Las Vegas, però, Rover comincia ad avere nostalgia di Daisy, diventando depresso. Connie, capendo i sentimenti del suo cane, riporta Rover alla fattoria, dove può finalmente ricongiungersi con la sua amata, che nel frattempo ha partorito una cucciolata, di cui Rover è il padre.

## Produzione
Concepito alla fine degli anni '80, il film era programmato per l'uscita di dicembre 1988 ed inizialmente era stato progettato come un film d'animazione Rated R, girato sulla scia dei film di Ralph Bakshi, ma la Warner Bros. voleva che il contenuto del film fosse girato per bambini. Il fumettista Jeff Smith, noto soprattutto come il creatore della serie di fumetti autopubblicata Bone, ha descritto il lavoro sui fotogrammi chiave per l'animazione del film con l'editore Gary Groth nel The Comics Journal nel 1994.

## Critica
Entertainment Weekly ha classificato il film con una "C", mettendo in dubbio la decisione di Dangerfield di fare il film e ha detto: "Dangerfield avrebbe dovuto sapere che aveva scritto uno scenario senza vincita. Il suo abito più forte - quella volgarità da bravura in un salotto - è sempre stato un po 'troppo grossolano per i bambini. Eppure, quando Rover offre lezioni di vita appiccicose e sentimentali, sembra poco convincente, come una rock star in giacca e cravatta. Questo film ibrido vuole davvero essere un successo da ragazzino, e con quella stella e costanti costolette di animazione, ha una possibilità. Ma non scommettere sulla fattoria. "
TV Guide ha assegnato al film due stelle, criticando il tono e l'animazione incoerente, e ha detto:" Il risultato è una creazione ibrida confusa, sospesa in una zona crepuscolare tra il benigno di Don Bluth ma noioso cibo per bambini e il lavoro gratificante alla moda di Ralph Bakshi. "